# Harms Bergung
Harms Bergung, Transport und Heavylift GmbH & Co. KG war ein Schifffahrtsunternehmen mit vormaligem Sitz in Hamburg. Das Unternehmen war auf Hochsee-Versorgung, Bergung und Schleppbetrieb spezialisiert. Nach dem Wegfall der Geschäftsgrundlage firmierte die Gesellschaft ab 2014 als Taucher Beckedorf Verwaltungs GmbH, betrieb jedoch kein Geschäft mehr. 2018 wurde sie liquidiert.

## Geschichte
Das Unternehmen geht auf den 1851 gegründeten Taucherbetrieb Beckedorf zurück. Ab 1951 beteiligte sich Ulrich Harms an dem Betrieb und gründete 1962 unter dem Firmennamen Harms Bergung ein eigenes Unternehmen. Nach der Gründung von Niederlassungen in den Niederlanden und Argentinien, wurde 1969 das englische Bergungs-Unternehmen Risdon Beazley Ltd gekauft und die Fa. Beckedorf komplett übernommen. 1970 war Harms an der Bergung der von Isambard Kingdom Brunel konstruierten Great Britain von den Falkland-Inseln und ihrer Überführung nach Großbritannien beteiligt. Seit 1972 gehörte Harms Bergung zur niederländischen Smit-Tak-Gruppe, agierte aber weiter unter dem ursprünglichen Namen. 1997 erfolgte die Umfirmierung in SMIT International.
Im Jahr 2001 erwarben die Kapitäne Klaus Dieter Mayer und Michael Albrecht das Unternehmen und führten es unter dem Namen Harms Bergung weiter. Mayer und Albrecht wurden im Februar 2012 wegen Untreue im Zusammenhang mit der Finanzierung dreier Harms-Schlepper zu mehrjährigen Haftstrafen verurteilt. Das Gericht sah es als erwiesen an, dass sie beim Bau der Schlepper Taurus, Janus und Ursus erhöhte Baupreise seitens der Bauwerft, der Mützelfeldtwerft in Cuxhaven, akzeptiert hätten, die dann den jeweiligen Schiffsfonds, die Eigner der Schiffe waren, belastet wurden. Ein Teil dieser Gelder floss an Mayer und Albrecht, ein weiterer Teil an einen Manager von Ferrostaal, der Muttergesellschaft der Mützelfeldtwerft. Mit den so unrechtmäßig erworbenen Geldern beteiligten sich Mayer und Albrecht wiederum an den betreffenden Schiffsfonds. Das Urteil wurde Anfang Juli 2013 aus formalen Gründen durch den Bundesgerichtshof aufgehoben. Der Fall wurde zur neuen Verhandlung an das Landgericht Augsburg zurückverwiesen. Im Juli 2014 wurden Michael Albrecht und Klaus-Dieter Mayer zu Haftstrafen von zwei Jahren verurteilt, die zur Bewährung ausgesetzt wurden.
Von 2014 bis zur Auflösung leiteten Tim Albrecht und Michael Albrecht die Reederei. Damals waren rund 325 Mitarbeiter beschäftigt, davon 25 Personen in der Verwaltung in Hamburg und rund 300 auf See.
Am 6. November 2014 gab ALP Maritime Services bekannt, dass sie eine Verkaufsvereinbarung mit den Eignern (Ein-Schiffs-Gesellschaften) der sechs großen Harms-Schlepper eingegangen sind. Hiergegen legte Harms am 11. November 2014 Widerspruch ein. Ungeachtet dessen begann ALP mit der Übernahme der Schiffe im ersten Quartal 2015. Die Pegaus und die Centaurus, zum damaligen Zeitpunkt die leistungsschwächsten Schlepper der Flotte, gingen an die Hamburger Reederei Hellespont Schiffmanagement. Mit dem Verlust der Schlepper entfiel die Geschäftsgrundlage von Harms.
2014 wurde die Harms Bergung GmbH im Handelsregister in Taucher Beckedorf Verwaltung GmbH umbenannt. Der Geschäftsbetrieb ruhte seit dem Verlust der Schlepperflotte. Am 24. August 2018 wurde die Auflösung der Gesellschaft bekanntgegeben.

## Ehemalige Flotte
Zur Durchführung der Offshore-, Schlepp-, Transport- und Bergungsdienstleistungen bereederte Harms eine moderne Flotte von kombinierten Ankerzieh-, Langstrecken- und Bergungsschleppern. Die Schiffe wurden alle auf der Mützelfeldtwerft gebaut, besaßen eine Eisklasse, waren für die maritime Brandbekämpfung ausgerüstet und konnten sich, mit Ausnahme von Centaurus und Pegasus, dynamisch positionieren. Die Uranus und Orcus waren die Schlepper mit dem höchsten Pfahlzug deutscher Reedereien. Die Schlepper befanden sich nicht im Eigentum von Harms, sondern gehörten jeweils einer Ein-Schiffs-Gesellschaft.
Am 22. Juli 2015 wurde mit der ALP Forward (ex-Ursus) das letzte Schiff ins Management von ALP Maritime Services überführt. Ab 2024 hat dann Roya Boskalis Westminster einen Großteil der ALP Schiffe übernommen.
| Name      | IMO     | Baujahr | Vermessung | Pfahlzug          | Leistung  | Bild | Verbleib                                                               |
| --------- | ------- | ------- | ---------- | ----------------- | --------- | ---- | ---------------------------------------------------------------------- |
| Orcus     | 9398541 | 2010    | 3732 BRZ   | 298 tbp (2923 kN) | 18.000 kW |      | Als BOKA CENTRE für Roya Boskalis Westminster im Einsatz               |
| Uranus    | 9398539 | 2009    | 3732 BRZ   | 298 tbp (2923 kN) | 18.000 kW |      | Als BOKA GUARD für Royal Boskalis Westminster im Einsatz               |
| Janus     | 9367504 | 2007    | 2789 BRZ   | 219 tbp (2150 kN) | 14.000 kW | -    | Als BOKA WINGER für Royal Boskalis Westminster im Einsatz              |
| Ursus     | 9367516 | 2008    | 2789 BRZ   | 218 tbp (2140 kN) | 14.000 kW | -    | Als BOKA FORWARD für Royal Boskalis Westminster im Einsatz             |
| Taurus    | 9344978 | 2007    | 1767 BRZ   | 192 tbp (1880 kN) | 14.000 kW |      | Als MULTRASHIP PROTECTOR für MULTRASHIP TOWAGE & SALVAGE BV im Einsatz |
| Magnus    | 9344966 | 2006    | 1767 BRZ   | 192 tbp (1880 kN) | 14.000 kW |      | Als MULTRASHIP COMMANDER für MULTRASHIP TOWAGE & SALVAGE BV im Einsatz |
| Pegasus   | 9433743 | 2009    | 1261 BRZ   | 100 tbp (980 kN)  | 5.940 kW  | -    | So in Fahrt für Hellespont Shipmanagement                              |
| Centaurus | 9433755 | 2009    | 1262 BRZ   | 100 tbp (980 kN)  | 5.940 kW  |      | So in Fahrt für Hellespont Shipmanagement                              |
| Primus    | 9321287 | 2004    | 1262 BRZ   | 100 tbp (980 kN)  | 5.940 kW  |      | Als VB Bremen Fighter in Fahrt für Boluda Deutschland                  |
| Argus     | 6923888 | 1968    | 274 BRZ    | 30 tbp (294 kN)   | 2.060 kW  |      | Als LEVENSAU für OFFSHORESERVICE KLEMENT GMBH im Einsatz               |
| Salus     | 7517052 | 1976    | 260 BRZ    | 40 tbp (392 kN)   | 1.800 kW  |      | Als Kadotug für Karadeniz Salvage in Fahrt                             |